# Schoißeralm
Die Schoißeralmen bilden eine Alm in den Bayerischen Voralpen. Sie liegt im Gemeindegebiet von Oberaudorf.
Sie sind ein Zusammenschluss aus 3 Almen.
Die Alm wurde bereits auf der Uraufnahme als Schallsalpe namentlich erwähnt.